# سولفونانیلید

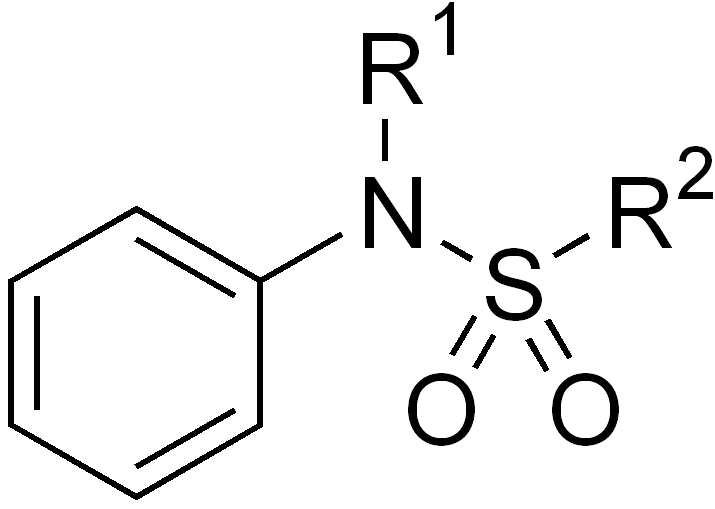
ساختار شیمیایی عمومی یک سولفانیلید

سولفونانیلید(به انگلیسی: Sulfonanilide) یک گروه عاملی و نوعی گروه سولفونامید  محسوب می‌شود که شامل یک اتم گوگرد است که به دو اکسیژن، یک اتم کربن و یک نیتروژن پیوند خورده‌است. اتم نیتروژن در این گروه عاملی خود بخشی از ساختار یک آنیلین می‌باشد.